# Sericospilus watti
Sericospilus watti är en skalbaggsart som beskrevs av Given 1960. Sericospilus watti ingår i släktet Sericospilus och familjen Melolonthidae. Inga underarter finns listade i Catalogue of Life.